# Мужики и Моя жизнь
«Рассказы: 1. Мужики 2. Моя жизнь» — так озаглавлен последний прижизненный сборник прозаических произведений А. П. Чехова, объединяющий две повести. Впервые издан типографией А. С. Суворина в 1897 году. За 1897—1899 годы было осуществлено всего 7 изданий.

## История
В апреле 1897 года Суворин предложил издать повесть "Мужики" в отдельной книге. Антон Павлович считал необходимым дополнить книгу до 20 листов (объема необходимого для бесцензурного издания). Состав сборник был установлен не сразу. 2 мая 1897 года Чехов писал Суворину: "... не прибавить ли ещё рассказов из  мужицкой жизни? У меня найдется кое-что, например, "Убийство", где изображены раскольники или нечто вроде". Однако по неизвестным причинам этот рассказ включён в сборник не был. Корректура книги пришла к Чехову 13 июня, в ней оказались объединены разнародные, плохо сочетающиеся по мнению Чехова рассказы: "Мужики", "Дом с мезонином" и другие. Чехов поросил прекратить печать, что и было выполнено. 

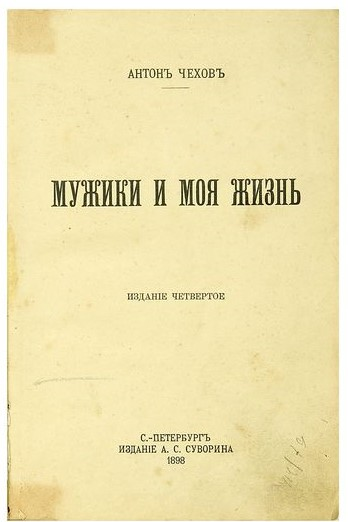
Титул 4-го издания, 1898

Из-за искажений текста повести "Моя жизнь" цензурой Чехов стремился как можно скорее издать её отдельной книгой. Её рукопись была отправлена А. С. Суворину ещё 8 ноября 1896 года, то есть задолго до полной публикации повести журналом "Нива". Но из-за условия поставленного издателем "Нивы" А. Ф. Маркса книга не могла быть опубликована ранее, чем через год. В связи с этим Суворин сначала опубликовал отдельным изданием повесть "Мужики". Дата цензурного разрешения у всего сборника и у отдельного издания повести "Мужики" одно и то же — 23 августа 1897 года, набор тот же, что и в первом издании сборника, поэтому отдельное издание повести можно рассматривать как оттиск из сборника «Рассказы: 1. Мужики 2. Моя жизнь».
Летом 1897 года текст "Моей жизни" был в типографии, 12 июня Чехов вернул вычитанную корректуру. В этот момент еще не было ясно, какие произведения будут включены в книгу: "Из каких рассказов будет состоять книга?" спрашивал автор издателя (письмо от 12.06.1897).
С 4-го издания 1898-го года книга стала назваться "Мужики и Моя жизнь", кроме того внесены некоторые улучшения в вёрстку. Последнее 7-е издание выпущено из 2000 не сбрушированных  экземпляров по договору Суворина с Макрсом уже после того, как Маркс приобрёл исключительное право на издание всех произведений Чехова.
В письме от 7 (19) мая 1899 года мюнхенский издатель Альберт Ланген, обращаясь за разрешением на издание переводов произведений Чехова, высказал своё восхищение сборником "Мужики и Моя жизнь"

## Состав
| № (№) | Название                        | Первая публикация | Первая публикация                                                                                  | Первая публикация | Примечания |
| № (№) | Название                        | Год               | Издание                                                                                            | Подпись           | Примечания |
| ----- | ------------------------------- | ----------------- | -------------------------------------------------------------------------------------------------- | ----------------- | --- |
| 1     | Мужики                          | 1897              | «Русская мысль», № 4, с. 167-194                                                                   | Антон Чехов       | При подготовке к изданию в сборнике была восстановлена стр. 193 издания "Русской мысли" изъятая по требованию цензуры.                                                                                             |
| 2     | Моя жизнь (рассказ провинциала) | 1896              | «Ежемесячные литературные приложения к "Ниве"», № 10, 11, 12, 8 октября, 6 ноября, 10 декабря 1896 | Антон Чехов       | В сборнике Чехов восстановил цензурные изъятия. Разделил X, XII и XV главы на две; в приложении к "Ниве" в повести 17 глав, в сборнике 20. Кроме того были сделаны сокращения характеристик второстепенных героев. |